# Tyranneau à sourcils blancs
Mecocerculus stictopterus
Ne doit pas être confondu avec Tyranneau à sourcils roux.
Espèce
Statut de conservation UICN

 LC  : Préoccupation mineure
Le Tyranneau à sourcils blancs (Mecocerculus stictopterus) est une espèce de passereau de la famille des Tyrannidae,.

## Systématique et distribution
Cet oiseau est représenté par trois sous-espèces selon la classification de référence du Congrès ornithologique international (version 9.1, 2019) :
- Mecocerculus stictopterus albocaudatus Phelps & Gilliard, 1941 : Andes du nord-ouest du Venezuela (États de Trujillo, Mérida et Táchira) ;
- Mecocerculus stictopterus stictopterus (Sclater, PL, 1859) : Andes de Colombie, d'Équateur et du nord du Pérou ;
- Mecocerculus stictopterus taeniopterus Cabanis, 1874 : Andes, de l'est du Pérou à l'ouest de la Bolivie (départements de La Paz et de Cochabamba)[1],[2],[4].